# ایتور نونیز
ایتور نونیز (انگلیسی: Aitor Núñez؛ زادهٔ ۲ اکتبر ۱۹۸۷) بازیکن فوتبال اهل اسپانیا است.
از باشگاه‌هایی که در آن بازی کرده‌است می‌توان به باشگاه فوتبال هرکولس، باشگاه فوتبال رایو وایکانو، باشگاه فوتبال اتلتیکو مادرید، باشگاه فوتبال کادیس، باشگاه ورزشی تنریف، و باشگاه فوتبال اتلتیکو مادرید بی اشاره کرد.